# Socjologia seksualności
Socjologia seksualności – dyscyplina naukowa zajmująca się badaniem odmienności postrzegania seksualności i seksu. Jej przedmiotem są odmienne reakcje na doświadczenia seksualne powodujące wojnę światów: z jednej strony znajdują się wyznawcy twierdzenia, że seks służy jedynie reprodukcji, z drugiej – osoby uznające seks za rozkosz, zabawę, przyjemność. 
Pojęcie socjologii seksualności związane jest z polityką – ważnym zagadnieniem staje się władza, system dominujący w świecie oraz ciało. Strategią wykorzystywaną przy opisywaniu socjologii seksualności jest przedstawienie teorii i praktyki queer i studiów postkolonialnych oraz marginesów seksualności i socjologii ciała.
W Polsce socjologią seksualności zajmuje się Jacek Kochanowski, a jedną z jego znaczących książek jest „Socjologia seksualności. Marginesy”.